# Italiaans landschap met de Ponte Molle
Italiaans landschap met de Ponte Molle is een schilderij door de Noord-Nederlandse schilder Jan Both in het Rijksmuseum in Amsterdam.

## Voorstelling
Het stelt een Italiaans landschap voor bij ondergaande zon. Aan de oever van een rivier, bij een weg, staat een man achter een wit paard. Op de rug van het paard is een rode mantel gedrapeerd. Daarachter zit een vrouw op een bruine muilezel. De muilezel wordt gevoedert door een man in een rode buis. Iets verder komt een wagen aan, door ossen getrokken. Bij deze figuren, in het midden van de voorstelling, staan enkele hoge eikenbomen. Het landschap rechts is ruig en rotsachtig. De linkeroever van de rivier is met struiken begroeid. Een stenen brug, met een vierkante toren er op, verbindt de beide oevers. Iets verder staat een grote, ronde toren.

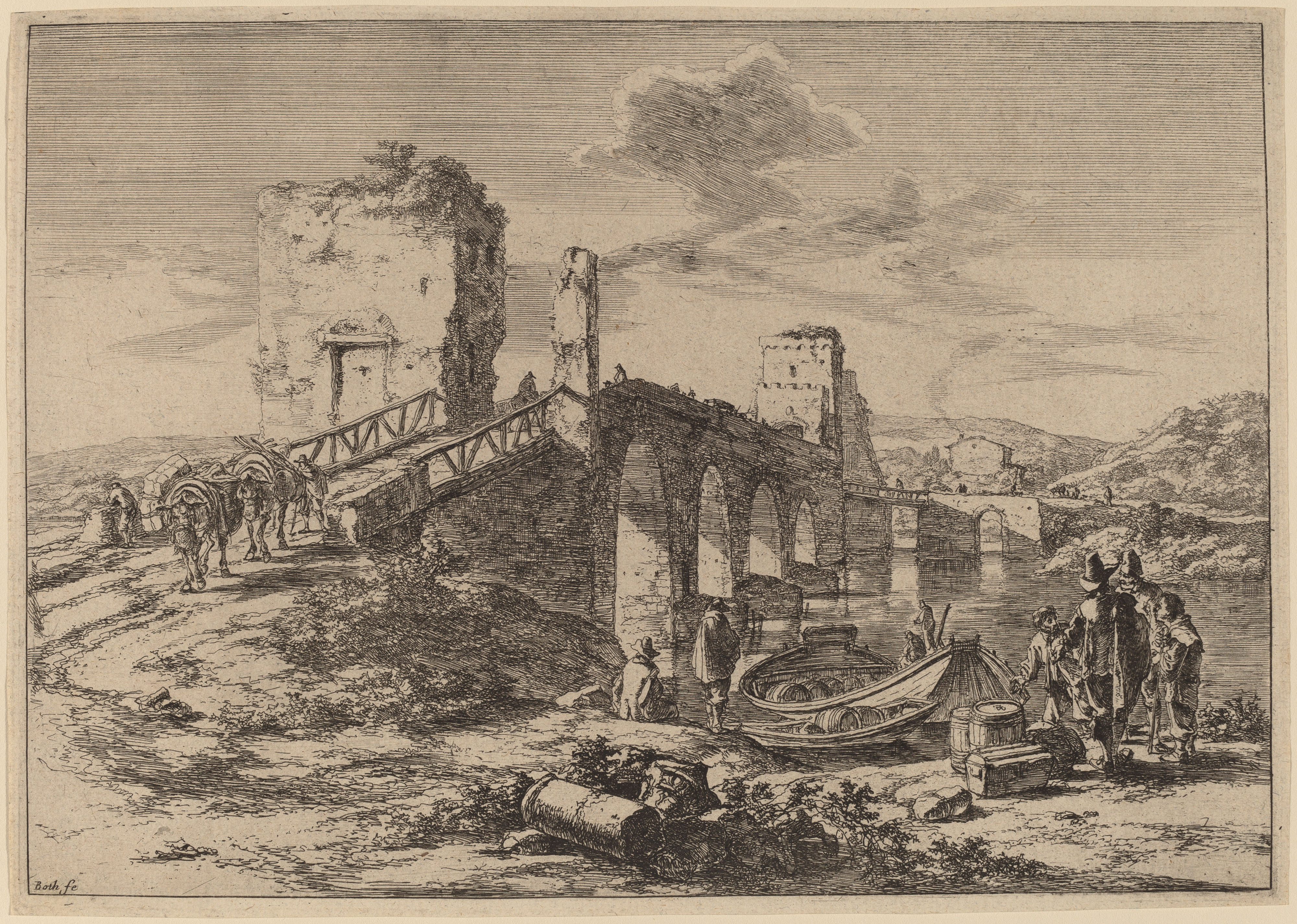
Jan Both. De Ponte Molle. Ca. 1638-1641. Ets. Washington, National Gallery of Art.

In oudere literatuur – onder meer bij Cornelis Hofstede de Groot – wordt de brug geïdentificeerd met de Ponte Lucano over de Aniene in Tivoli bij Rome. De ronde toren zou het mausoleum van de Plautii voorstellen. Tegenwoordig denkt men dat eerder de Ponte Molle, beter bekend als de Milvische Brug, model heeft gestaan. Deze brug is ook het onderwerp van een ets door Jan Both.

## Toeschrijving en datering
Het schilderij is onder, links van het midden gesigneerd ‘JBoth’ op een rotsblok. Both verbleef van 1638 tot 1641 in Rome. Het schilderij dateert vermoedelijk van na die tijd.

## Herkomst
Het werk wordt voor het eerst gesignaleerd op de boedelveiling van Johanna Ghys, weduwe van Pieter Anthony Bonenfant, die plaatsvond op 19 april 1775 in Zoeterwoude. Koper was de Amsterdamse verzamelaar Nicolaas Nieuhoff (1733-1776). Op zijn boedelveiling op 14 april 1777 in Amsterdam werd het verkocht aan de verzamelaar Adriaan Leonard van Heteren in Den Haag. Van Heteren liet het na zijn dood na aan zijn zoon, Adriaan Leonard van Heteren Gevers. Deze verkocht het werk op 8 juni 1809 samen met 134 andere schilderijen, bekend als het Kabinet Van Heteren Gevers, aan het Rijksmuseum. Vanaf 1952 is het werk in beheer van de Dienst voor 's Rijks Verspreide Kunstvoorwerpen (tegenwoordig Rijksdienst voor het Cultureel Erfgoed).